# Włodzimierz Kłaczyński
Włodzimierz Kłaczyński (ur. 20 lipca 1933 w Żywcu, zm. 3 czerwca 2025) – polski pisarz i lekarz weterynarii.

## Życiorys
Syn Tadeusza i Marii z domu Nurko. W 1935 rodzina Kłaczyńskich przeniosła się do Mielca, gdzie najpierw w pobliskim Szczucinie, a później w Mielcu, pisarz uczęszczał do szkoły podstawowej. W 1951 zdał egzaminy maturalne w Państwowej Szkole Ogólnokształcącej Stopnia Licealnego im. St. Konarskiego w Mielcu (obecnie I Liceum Ogólnokształcące). W latach szkolnych należał do organizacji młodzieżowych. W 1957 ukończył studia na Wydziale Weterynarii UMCS – WSR w Lublinie. Podjął pracę na stanowisku terenowego lekarza weterynarii w podkarpackim Domaradzu, pracował też w Haczowie. W 1967 powrócił do Mielca, gdzie do 1975 pełnił funkcję powiatowego lekarza weterynarii. Po likwidacji powiatów i instytucji powiatowych, został mianowany zastępcą dyrektora Wojewódzkiego Zakładu Weterynarii w Tarnobrzegu, gdzie w latach 1983–1986 pracował w Komitecie Wojewódzkim PZPR. W 1986 przeniósł się do Zakładu Doświadczalnego w Chorzelowie, a od 1987 prowadził praktykę prywatną, specjalizując się w chirurgii weterynaryjnej. Następnie prowadził lecznicę weterynaryjną w Mielcu.

## Twórczość literacka
Włodzimierz Kłaczyński równolegle do pracy zawodowej pisał utwory literackie, m.in.
- Popielec (1981), powieść, na kanwie której zrealizowano serial telewizyjny pod tym samym tytułem (premiera 1984)[2]
- Wronie pióra (1986), tryptyk mikropowieści
- Anioł się roześmiał (1994), powieść (na zlecenie Telewizji Polskiej)
- I pies też człowiek (1997), dzienniki lekarza weterynarii, przed wydaniem książkowym drukowane w latach 1993–1998 w czasopiśmie "Sycyna"
- I kot ma duszę (2001), druga część dzienników, z lat 1996−1999
- Miejsce (2005), cykl powieściowy, w pięciu tomach, obrazujący obyczajowe i historyczne uwikłania ludzkich losów na tle epoki w realiach prowincjonalnego, galicyjskiego miasteczka. Wielka historia i codzienne niełatwe wybory, które zwyczajnych ludzi postawiły w niezwyczajnych sytuacjach i okazywały się miarą ich człowieczeństwa
- Zasiek polski (2008), dwutomowa kontynuacja Miejsca
- Skorpionada (2010), powieść radiowa na kanwie Miejsca
- Zobaczyć rzeczywistość… Włodzimierz Kłaczyński w rozmowie z Januszem Termerem (2013), wywiad-rzeka, seria Portrety Literackie pod redakcją Stanisława Nyczaja.

Włodzimierz Kłaczyński był członkiem Związku Literatów Polskich oddział Kielce.

## Odznaczenia
- Krzyż Kawalerski Orderu Odrodzenia Polski (1980)
- Odznaka „Zasłużony Pracownik Rolnictwa”,
- Odznaka „Za wzorową pracę w służbie weterynaryjnej” (1979)
- „Honorowa Odznaką WOPR” (1988)
- odznaki regionalne